# Chloroclystis mediospoliata
Chloroclystis mediospoliata är en fjärilsart som beskrevs av Leo Schwingenschuss 1954. Chloroclystis mediospoliata ingår i släktet Chloroclystis och familjen mätare. Inga underarter finns listade i Catalogue of Life.